# Аксёново (Перцевское муниципальное образование)
Аксёново — деревня в Грязовецком районе Вологодской области России. Входит в состав Перцевского муниципального образования.

## География
Расстояние до районного центра Грязовца по автодороге — 21 км, до центра муниципального образования Слободы по прямой — 19 км. Ближайшие населённые пункты — Рамешки, Меленка, Ржища.

## История
С 1 января 2006 года по 9 апреля 2009 года входила во Фроловское муниципальное образование), с точки зрения административно-территориального деления — во Фроловский сельсовет.

## Население
| 2010 |
| ---- |
| 0    |